# 지평면 (양평군)
지평면(砥平面)은 경기도 양평군의 면이다. 이 지역은 과거 지평군의 중심지였다.

## 역사
원래 지평군의 군내면, 남면, 하동면이었던 지역으로 1914년 2월 18일에 세 면과 여주군 대신면 천후곡리 일부, 대송면 곡수동, 산촌 일부를 10개리로 합쳐 지제면이라 하였으며, 2006년 12월 1일에 지평면이라 개칭하였다.

## 행정 구역
- 곡수리(曲水里)[2]
- 대평리(大坪里)
- 망미리(望美里)
- 무왕리(茂王里)
- 송현리(松峴里)
- 수곡리(水谷里)
- 옥현리(玉峴里)
- 월산리(月山里)
- 일신리(日新里)[3]
- 지평리(砥平里): 과거 지평군 군내면의 중심지이자 오늘날의 지평면사무소(구 지제면사무소) 소재지이다.

## 교육
- 지평초등학교
- 곡수초등학교
- 지평중학교
- 지평고등학교

## 특산물
- 느타리버섯

## 같이 보기
- 지평리 전투